# Ralph Guggenheim
Ralph Guggenheim (n. 6 de junio de 1951) es un diseñador de gráficos de video que ha trabajado con las empresas Lucasfilm, Pixar y Electronic Arts. En 1995, obtuvo un premio Producers Guild of America Award debido a su participación en el largometraje animado Toy Story.